# Байрамдурдыев, Магтымгулы
Магтымгулы Байрамдурдыев (туркм. Magtymguly Baýramdurdyýew) — туркменский государственный деятель.

## Биография
Родился в 1984 году в Геок-Тепинском районе Ашхабадской области.
В 2005 году окончил Туркменский сельскохозяйственный университет имени С. А. Ниязова. По специальности — инженер водного хозяйства.
С 2006 года по 2007 год работал мирабом предприятия «Gökdepesuwhojalyk» Геоктепинского этрапа Ахалского велаята.
С 2008 года по 2016 год работал на различных должностях в ведомственных учреждениях Государственного комитета рыбного хозяйства Туркменистана.
В 2016—2018 годах — хяким Серахсского этрапа Ахалского велаята.
С января 2018 года — заведующий отделом хякимлика Ахалского велаята, затем — заместитель министра сельского и водного хозяйства Туркменистана по водному хозяйству и строительным работам.
1 февраля 2019 года Указом Президента Гурбангулы Бердымухамедова Байрамдурдыев Магтымгулы назначен министром сельского хозяйства и охраны окружающей среды Туркменистана.

## Награды
- Медаль «В честь 25-летия Независимости Туркменистана»